# 257e division d'infanterie
La 257e division d'infanterie  (en allemand : 257. Infanterie-Division ou 257. ID) est une des divisions d'infanterie de l'armée allemande (Wehrmacht) durant la Seconde Guerre mondiale.

## Historique
La 257. Infanterie-Division est formée le 26 août 1939 à Berlin-Karlshorst dans le Wehrkreis III avec du personnel d'unité de réserve en tant qu'élément de la 4. Welle (4e vague de mobilisation).
En juin 1941, elle prend part à l'opération Barbarossa au sein de l'Heeresgruppe Süd dans la 17. Armee. Elle subit de lourdes pertes lors de la seconde bataille de Kharkov en mars 1942. En août 1942, elle est transférée en France pour se reconstituer dans la région de Champagne, puis assure la défense côtière autour de Brest au sein de la 7. Armee dans le XXV. Armeekorps.
De retour en avril 1943 sur le Front de l'Est dans la 1. Panzerarmee, elle subit une nouvelle fois de lourdes pertes au début de l'année 1944 lors de la retraite du Dniepr.
Elle est détruite en août 1944 à Chișinău en Roumanie et officiellement dissoute le 9 octobre 1944.
Elle est reformée le 13 octobre 1944 en tant que 257. Volksgrenadier-Division.

## Organisation

### Commandants
| Date                               | Grade           | Commandant                                                   |
| ---------------------------------- | --------------- | ------------------------------------------------------------ |
| 1er septembre 1939 - 1er mars 1941 | Generalleutnant | Max von Viebahn (de)                                         |
| 1er mars 1941 - 1er mai 1942       | Generalleutnant | Karl Sachs                                                   |
| 1er mai 1942 - 30 mai 1942         | Generalmajor    | Karl Gümbel (en)                                             |
| 1er juin 1942 - 5 novembre 1943    | Generalleutnant | Carl Püchler                                                 |
| 5 novembre 1943 - 2 juillet 1944   | Generalleutnant | Anton-Reichard Freiherr von Mauchenheim genannt Bechtolsheim |
| 5 juillet 1944 - 24 août 1944      | Generalmajor    | Friedrich Blümke                                             |

### Officiers d'opérations (Generalstabsoffiziere (Ia))
| Date                                | Grade               | Commandant                |
| ----------------------------------- | ------------------- | ------------------------- |
| 26 août 1939 - 20 décembre 1940     | Oberstleutnant i.G. | Fritz Wentzell            |
| 20 décembre 1940 - 25 novembre 1942 | Oberstleutnant i.G. | Hans Gronemann-Schoenborn |
| 25 novembre 1942 - 15 février 1944  | Oberstleutnant i.G. | Hermann Rehm              |
| 15 février 1944 - 24 août 1944      | Major i.G.          | Konrad Niemann            |

## Théâtres d'opérations
- Allemagne : septembre 1939 - mai 1940
- France : mai 1940 - juin 1941
- Front de l'Est, secteur Sud : juin 1941 - septembre 1942
- France : septembre 1942 - avril 1943
- Front de l'Est, secteur Sud : mars 1943 - août 1944

## Ordres de bataille
1939
- Infanterie-Regiment 457
- Infanterie-Regiment 466
- Infanterie-Regiment 477
- Aufklärungs-Abteilung 257
- Artillerie-Regiment 257
  - I. Abteilung
  - II. Abteilung
  - III. Abteilung
  - IV. Abteilung
- Pionier-Bataillon 257
- Panzerabwehr-Abteilung 257
- Nachrichten-Abteilung 257
- Versorgungseinheiten 257

1942
- Grenadier-Regiment 457
- Grenadier-Regiment 466
- Grenadier-Regiment 477
- Radfahr-Abteilung 257
- Artillerie-Regiment 257
  - I. Abteilung
  - II. Abteilung
  - III. Abteilung
  - IV. Abteilung
- Pionier-Bataillon 257
- Panzerjäger-Abteilung 257
- Nachrichten-Abteilung 257
- Feldersatz-Bataillon 257
- Versorgungseinheiten 257

1943-1944
- Grenadier-Regiment 457
- Grenadier-Regiment 466
- Grenadier-Regiment 477
- Füsilier-Bataillon 257
- Artillerie-Regiment 257
  - I. Abteilung
  - II. Abteilung
  - III. Abteilung
  - IV. Abteilung
- Pionier-Bataillon 257
- Panzerjäger-Abteilung 257
- Nachrichten-Abteilung 257
- Feldersatz-Bataillon 257
- Versorgungseinheiten 257